# ШабанШаулић
ШабанШаулић је тридесети и последњи музички албум српског певача Шабана Шаулића. Објављен је 2008. године за издавачку кућу Mega Sound. На албуму су гостовали Илда Шаулић, Ивана Селаков и Сиси Атанасова, на песми Михајло и Саша Матић на песми Теби Рада, мени Шехерезада. Песме са албума снимане су у периоду од 2007—2008. године у студију издавачке куће Mega Sound, која потписује и продукцију.

## Песме
| Бр. | Назив песме                | Трајање |
| --- | -------------------------- | ------- |
| 1.  | Милицу Стојан волео        | 03:55   |
| 2.  | Знам ја, зна Нови Сад      | 02:57   |
| 3.  | Пролете младост            | 03:55   |
| 4.  | Што даље од мене           | 03:05   |
| 5.  | Шешир                      | 03:25   |
| 6.  | Михајло                    | 03:10   |
| 7.  | Теби Рада, мени Шехерезада | 03:29   |
| 8.  | Живот те научио            | 03:09   |
| 9.  | Ма, ко си ти?              | 03:27   |